# Małgorzata Glinka
Małgorzata Glinka Mogentale (Varsavia, 30 settembre 1978) è un'ex pallavolista polacca.
Giocava nel ruolo di schiacciatrice.

## Carriera
Inizia la sua carriera nel 1993, esordendo nel massimo campionato polacco con la maglia dello SKRA Varsavia, una della tante polisportive della sua città natale, Varsavia. Dopo tre stagioni viene ingaggiata per un biennio dal MKS Andrychów, vincendo il suo primo trofeo, la Coppa di Polonia 1996, e ottenendo la prima convocazione in nazionale nel 1997. L'anno successivo passa allo Stowarzyszenie Siatkówki Kaliskiej Calisia Kalisz.
Nella stagione 1999-00 si trasferisce in Italia, nel Vicenza Volley, squadra di Serie A1. Con la formazione berica si aggiudica nel 2001 la Coppa CEV e la Supercoppa italiana. Con la nazionale, nel 2003, vince la medaglia d'oro al campionato europeo, venendo eletta migliore giocatrice, riconoscimento che le viene assegnato anche alla Coppa del Mondo, nonostante la sua nazionale si classifichi solamente all'ottavo posto.
Nella stagione 2003-04 viene ingaggiata dall'Asystel Volley, club col quale resta legata per due stagioni: in Piemonte vince nuovamente una Supercoppa italiana e una Coppa Italia. Con la nazionale ottiene il secondo oro consecutivo al campionato europeo 2005.
Nel campionato 2005-06 si trasferisce in Francia, al Racing Club de Cannes, aggiudicandosi campionato e Coppa di Francia, mentre la stagione successiva passa alla formazione spagnola del Club Atlético Voleibol Murcia 2005 aggiungendo al proprio palmarès due campionati e due Coppe della Regina consecutive, oltre ad una Top Teams Cup. Con la nazionale partecipa nel 2008 alle Olimpiadi di Pechino, al termine delle quali annuncia il ritiro temporaneo dall'attività agonistica per maternità.
Nella stagione 2010-11 ritorna sui campi da gioco ingaggiata dal club turco del VakıfBank Güneş Sigorta Spor Kulübü, militante in Voleybol 1. Ligi, che l'anno successivo cambia denominazione in VakıfBank Spor Kulübü: nelle tre stagioni sulle rive del Bosforo vince due edizioni della Champions League (2010-11 e 2012-13), venendo premiata nel 2011 anche come MVP, e l'accoppiata campionato-Coppa di Turchia nella stagione 2012-13.
Rientra in Polonia nel campionato 2013-14 per vestire la maglia del Klub Piłki Siatkowej Chemik Police, con cui ottiene la vittoria in Coppa di Polonia 2013-14, due scudetti (2013-14 e 2014-15) e la Supercoppa polacca 2014.
Nell'agosto 2015 annuncia il proprio ritiro.

## Palmarès

### Club
- Campionato francese: 1

2005-06
- Campionato spagnolo: 2

2006-07, 2007-08
- Campionato turco: 1

2012-13
- Campionato polacco: 2

2013-14, 2014-15
- Coppa di Polonia: 3

1996-97, 1998-99, 2013-14
- Coppa Italia: 2

2000-01, 2003-04
- Coppa di Francia: 1

2005-06
- Coppa della Regina: 2

2006-07, 2007-08
- Coppa di Turchia: 1

2012-13
- Supercoppa italiana: 2

2001, 2003
- Supercoppa spagnola: 2

2006, 2007
- Supercoppa polacca: 1

2014
- CEV Champions League: 2

2010-11, 2012-13
- Top Teams Cup: 1

2006-07
- Coppa CEV: 1

2000-01

### Premi individuali
- 2003 - Campionato europeo: MVP
- 2003 - Campionato europeo: Miglior realizzatrice
- 2003 - Coppa del Mondo: MVP
- 2003 - Coppa del Mondo: Miglior realizzatrice
- 2003 - CEV: Miglior giocatrice europea dell'anno
- 2007 - Supercoppa spagnola: MVP
- 2007 - Superliga spagnola: MVP
- 2007 - Campionato europeo: Miglior attaccante
- 2011 - Champions League: MVP
- 2011 - Voleybol 1. Ligi: Miglior realizzatrice
- 2012 - Voleybol 1. Ligi: Miglior attaccante
- 2012 - Voleybol 1. Ligi: Miglior realizzatrice
- 2012 - Voleybol 1. Ligi: Miglior servizio
- 2013 - CEV: Premio alla carriera